# 志布志警察署
志布志警察署（しぶしけいさつしょ）は、鹿児島県志布志市志布志町志布志にある鹿児島県警察が管轄する警察署の一つである。

## 管轄区域
- 志布志市
- 曽於郡大崎町

## 所在地
- 鹿児島県志布志市志布志町志布志3245

## 交番・駐在所
- 関屋口交番（志布志市志布志町志布志3222番地3）
- 大崎交番（曽於郡大崎町假宿1494番地2）
- 森山駐在所（志布志市志布志町内之倉1751番地5）
- 有明駐在所（志布志市有明町野井倉1565番地4）
- 伊﨑田駐在所（志布志市有明町伊﨑田8783番地7）
- 宇都鼻駐在所（志布志市有明町野神3398番地14）
- 芝用駐在所（志布志市有明町野神2677番地8）
- 野方駐在所（曽於郡大崎町野方6122番地7）
- 松山駐在所（志布志市松山町泰野481番地1）